# Берто, Андре
Андре Майк Берто (англ. Andre Mike Berto; 7 сентября 1983, Майами, Флорида, США) — американский боксёр-профессионал, выступавший в полусредней весовой категории. Бывший чемпион мира по версиям WBC (2008—2011) и IBF (2011), и временный чемпион мира по версии WBA (2015) в полусредней весе.

## Биография

### 2004—2008
Дебютировал[где?] в декабре 2004 года.

### 21 июня 2008Андре Берто —Мигель Анхель Родригес
- Место проведения:  ФедЭкс Форум, Мемфис, Теннесси, США
- Результат: Победа Берто техническим нокаутом в 7-м раунде в 12-раундовом бою
- Статус: Чемпионский бой за вакантный титул WBC в полусреднем весе
- Рефери: Лоуренс Коул
- Время: 2:13
- Вес: Берто 66,20 кг; Родригес 65,80 кг
- Трансляция: HBO BAD
- Счёт неофициального судьи: Харольд Ледерман (60—54 Берто)

В июне 2008 года состоялся бой за вакантный титул чемпиона мира в полусреднем весе по версии WBC между Андре Берто и мексиканцем Мигелем Анхелем Родригесом. В начале 7-го рауда Берто провел правый хук в голову, а затем добавил правый апперкот в челюсть. Мексиканец оказался в нокдауне. Он сразу же поднялся. Берто не смог его сразу же добить. В середине 7-го раунде Родригес пропустил несколько ударов в голову и опустился на колено. Он сразу же встал. Берто набросился на него и выбросил несколько ударов. Мексиканец сумбурно отбивался. Тут вмешался рефери и остановил бой. Мексиканец и его угол с решением рефери не спорили.

### 27 сентября 2008Андре Берто —Стив Форбс
- Место проведения:  The Home Depot Center, Карсон, Калифорния, США
- Результат: Победа Берто единогласным решением в 12-раундовом бою
- Статус: Чемпионский бой за титул WBC в полусреднем весе (1-я защита Берто)
- Рефери: Джеймс Джен-Кин
- Счет судей: Хосе Кобиан (116—111), Стив Морроу (118—109), Нобуаки Уратани (118—109) — все в пользу Берто
- Вес: Берто 66,0 кг; Форбс 66,7 кг
- Трансляция: HBO
- Счёт неофициального судьи: Харольд Ледерман (118—110 Берто)

В сентябре 2008 года состоятся бой между Андре Берто и Стивом Форбсом. Форбс был конкурентоспособен в начальных раундах, но после середины боя у него подсела скорость. Во 2-й половине боя чемпион превзошёл претендента в движении и точности ударов. По окончании 12-ти раундов Берто одержал победу единогласным решением судей.

### 2008—2011
В сентябре 2011 года Берто победил по техническим нокаутом в 6-м раунде чемпиона мира в полусреднем весе по версии IBF Яна Завека.
В ноябре 2011 года Берто отказался от титула чемпиона мира в полусреднем весе по версии IBF ради реванша с Виктором Ортисом.

## Список профессиональных поединков
В таблице перечислены результаты всех поединков боксёров.
В каждой строке указан результат поединка. Дополнительно номер поединка обозначен цветом, который обозначает итог поединка. Расшифровка обозначений и цветов представлена в нижеследующей таблице.
| Пример | Расшифровка                     |
| ------ | ------------------------------- |
|        | Победа                          |
|        | Ничья                           |
|        | Поражение                       |
|        | Планируемый поединок            |
|        | Поединок признан несостоявшимся |
| КО     | Нокаут                          |
| ТКО    | Технический нокаут              |
| PTS    | Решение судей (по очкам)        |
| UD     | Единогласное решение судей      |
| MD     | Решение большинства судей       |
| SD     | Раздельное решение судей        |
| RTD    | Отказ от продолжения боя        |
| DQ     | Дисквалификация                 |
| NC     | Поединок признан несостоявшимся |

| 37 поединков, 32 победы (24 нокаутом), 5 поражений. | 37 поединков, 32 победы (24 нокаутом), 5 поражений. | 37 поединков, 32 победы (24 нокаутом), 5 поражений. | 37 поединков, 32 победы (24 нокаутом), 5 поражений. | 37 поединков, 32 победы (24 нокаутом), 5 поражений. | 37 поединков, 32 победы (24 нокаутом), 5 поражений. | 37 поединков, 32 победы (24 нокаутом), 5 поражений. |
| Результат                                           | Дата                                                | Соперник                                            | Показатели соперника                                | Место боя                                           | Подробности                                         | Комментарии |
| --------------------------------------------------- | --------------------------------------------------- | --------------------------------------------------- | --------------------------------------------------- | --------------------------------------------------- | --------------------------------------------------- | --- |
| 32-5                                                | 4 августа 2018                                      | Девон Александер                                    | 27-4-1                                              | Nassau Coliseum, Юниондейл, штат Нью-Йорк, США      | SD 12 (12)                                          | Счёт: 113-114, 115-112 (дважды). Берто в нокдауне в 3-м раунде. |
| 31-5                                                | 22 апреля 2017                                      | Шон Портер                                          | 26-2-1                                              | Барклайс-центр, Бруклин, Нью-Йорк, США              | TKO 9 (12), 1:31                                    | |
| 31-4                                                | 30 апреля 2016                                      | Виктор Ортис                                        | 31-5-2                                              | StubHub Center, Карсон, Калифорния, США             | KO 4 (12), 1:14                                     | |
| 30-4                                                | 12 сентября 2015                                    | Флойд Мейвезер                                      | 48-0                                                | MGM Grand, Лас-Вегас, Невада, США                   | UD (12)                                             | Бой за титулы чемпиона мира в полусреднем весе по версиям WBC (5-я защита Мэйуэзера) и WBA (3-я защита Мэйуэзера).                                                                                                 |
| 30-3                                                | 13 марта 2015                                       | Хосесито Лопес                                      | 33-6                                                | Онтэрио, Калифорния, США                            | TKO 6 (12), 1:03                                    | Выиграл временный титул WBA в полусреднем весе. |
| 29-3                                                | 9 сентября 2014                                     | Стив Чемберс                                        | 24-3-1                                              | Цинциннати, США                                     | UD (10)                                             | |
| 28-3                                                | 27 июля 2013                                        | Хесус Сото Карасс                                   | 27-8-3                                              | Сан-Антонио, США                                    | TKO 12 (12), 0:48                                   | Бой за вакантный титул NABF в полусреднем весе. Карасс в нокдауне в 11 раунде, Берто в нокдауне в 12 раунде. |
| 28-2                                                | 24 ноября 2012                                      | Роберт Герреро                                      | 30-1-1-1                                            | Онтэрио, Калифорния, США                            | UD (12)                                             | 110-116, 110-116, 110-116. Берто в нокдаунах в 1 и 2 раундах. Бой за временный титул WBC в полусреднем весе. |
| 28-1                                                | 3 сентября 2011                                     | Ян Завек                                            | 31-1                                                | Билокси (Миссисипи), США                            | RTD 5 (12), 3:00                                    | Выиграл титул IBF в полусреднем весе. |
| 27-1                                                | 16 апреля 2011                                      | Виктор Ортис                                        | 28-2-2                                              | Машантакет, США                                     | UD (12)                                             | 111-114, 112-114, 110-115. Потерял титул WBC в полусреднем весе. Берто в нокдауне в 1 раунде, Ортис в нокдауне во 2 раунде, оба соперника в нокдаунах в 6 раунде. Ортис оштрафован в 10 раунде за удар по затылку. |
| 27-0                                                | 27 ноября 2010                                      | Фредди Эрнандес                                     | 29-1                                                | Лас-Вегас, США                                      | TKO 1 (12), 2:07                                    | Защитил титул WBC в полусреднем весе. Эрнандес в нокдауне 1 раз. |
| 26-0                                                | 10 апреля 2010                                      | Карлос Кинтана                                      | 27-2                                                | Санрайз (Флорида), США                              | TKO 8 (12), 2:16                                    | Защитил титул WBC в полусреднем весе. |
| 25-0                                                | 30 мая 2009                                         | Хуан Уранго                                         | 21-1-1                                              | Голливуд (Флорида), США                             | UD (12)                                             | 118-110, 118-110, 117-111. Защитил титул WBC в полусреднем весе. |
| 24-0                                                | 17 января 2009                                      | Луис Кольясо                                        | 29-3                                                | Билокси (Миссисипи), США                            | UD (12)                                             | 116-111, 114-113, 114-113. Защитил титул WBC в полусреднем весе. |
| 23-0                                                | 27 сентября 2008                                    | Стив Форбс                                          | 33-6                                                | Карсон (Калифорния), США                            | UD (12)                                             | 116-111, 118-109, 118-109. Защитил титул WBC в полусреднем весе. |
| 22-0                                                | 21 июня 2008                                        | Мигель Анхель Родригес                              | 29-2                                                | Мемфис (Теннесси), США                              | TKO 7 (12), 2:13                                    | Выиграл вакантный титул WBC в полусреднем весе (первый титул чемпиона мира в карьере Берто). |